# Радуга (зупинний пункт)
Радуга (біл. Радуга) — зупинний пункт Гомельського відділення Білоруської залізниці в Гомельському районі Гомельської області. Розташований за 2,4 км на південний захід від села Грабівка; на лінії Ліски — Кравцовка, між зупинним пунктом Грабівка і зупинним пунктом Дикалівка.